# When Rome Ruled
When Rome Ruled er en amerikansk stumfilm fra 1914 af George Fitzmaurice.

## Medvirkende
- Nell Craig som Nydia.
- Clifford Bruce som Caius.
- Riley Hatch.
- Walter R. Seymour.
- Rosita Marstini.